# Košarkaški klub Crnokosa Kosjerić
Il Košarkaški klub Crnokosa Kosjerić è una società cestistica avente sede nella città di Kosjerić, in Serbia. Fondata nel 1982, disputa il campionato serbo.
Gioca le partite interne nella Kosjerić Sports Hall, che ha una capacità di 1000 spettatori.